# Landeck
Landeck est une commune autrichienne du Tyrol. Elle fait partie du district de Landeck regroupant 30 communes. Elle culmine à 817 mètres d'altitude.
Cette petite ville industrielle où se rejoignent les routes de l'Arlberg et de la haute vallée de l'Inn est un important nœud de communications. Son château fort et, aux environs immédiats, une série de nids d'aigle féodaux attestent l'importance stratégique du passage.

## Galerie

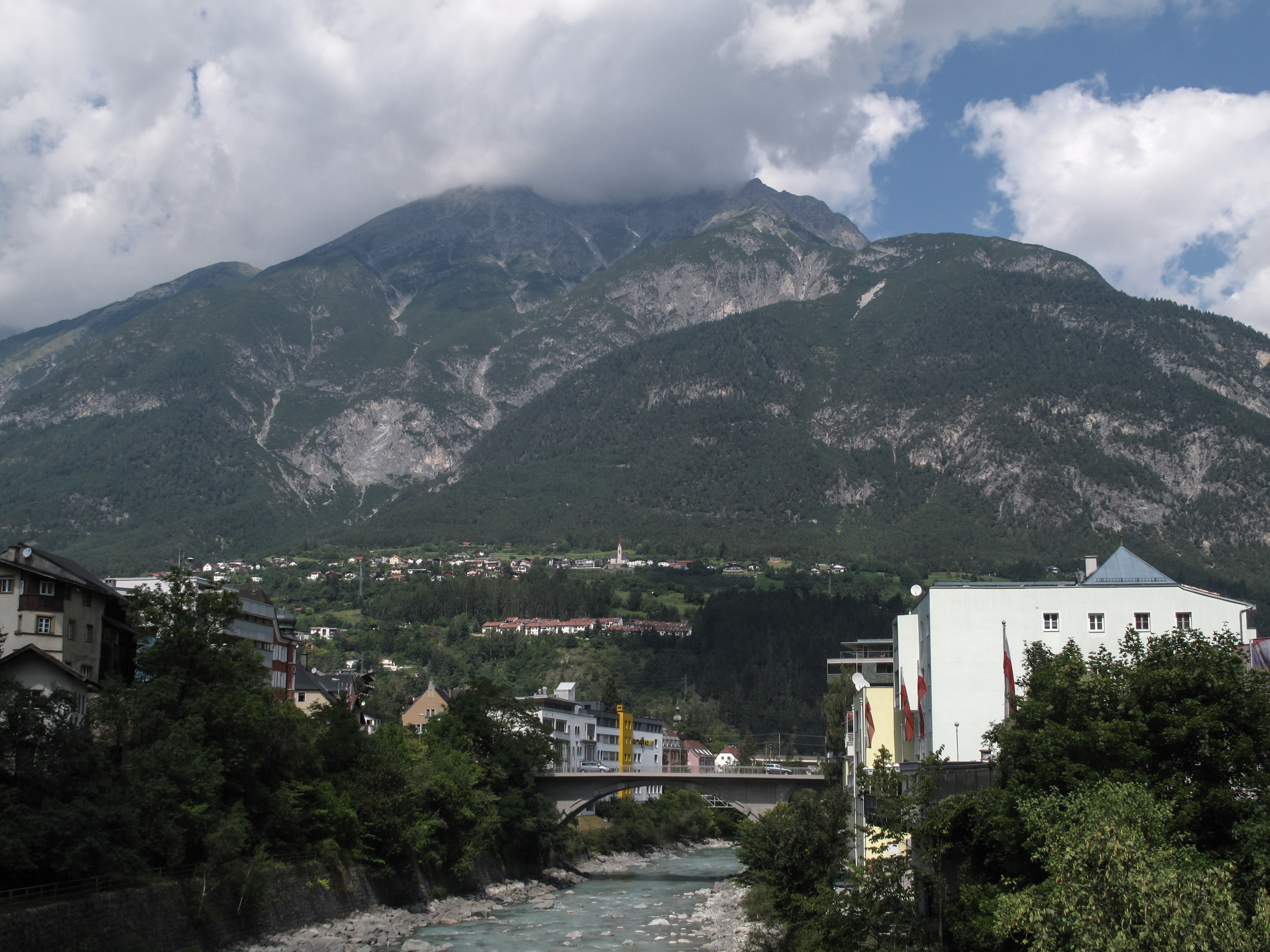
Vue sur la ville près du sud
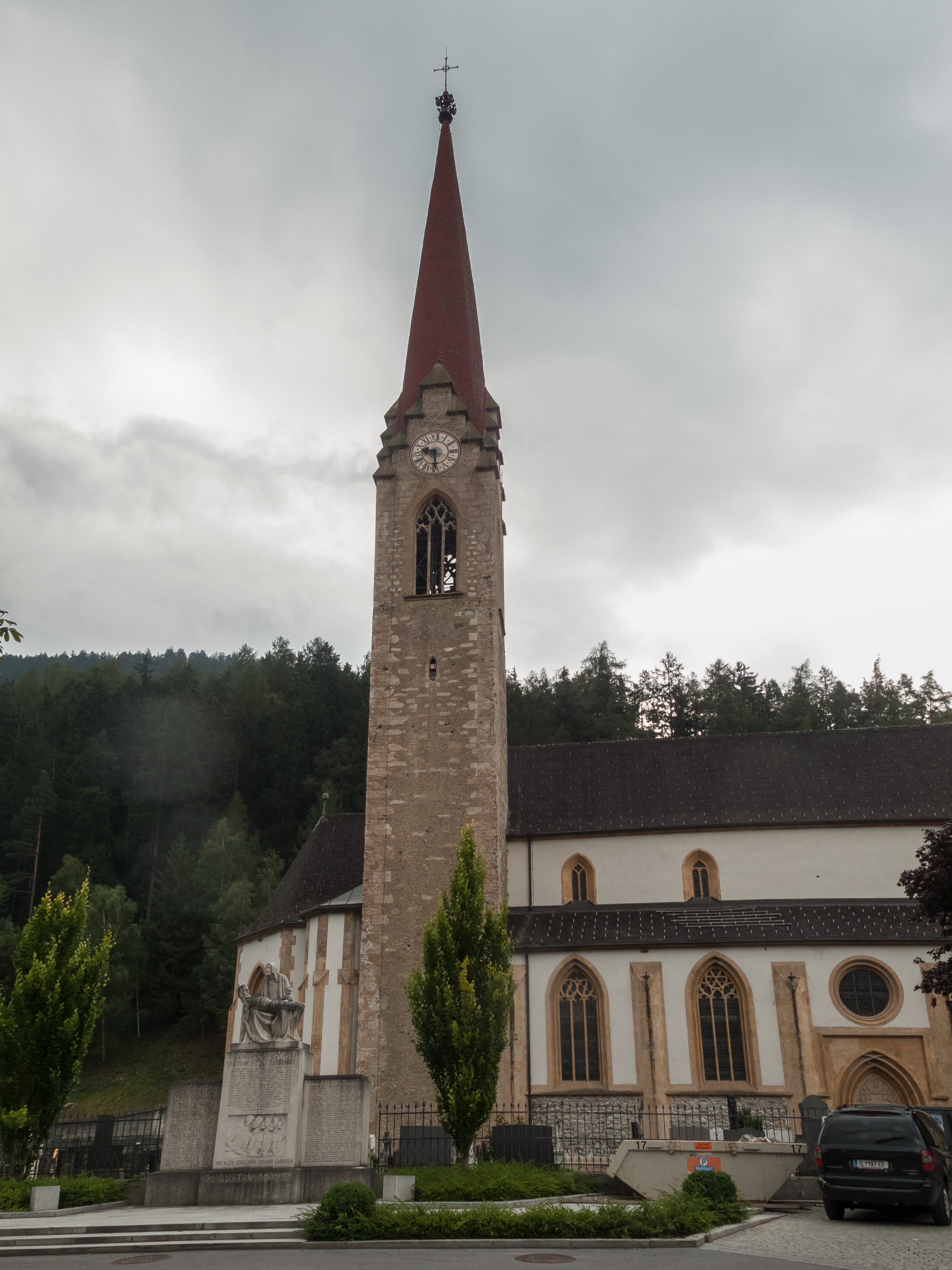
Église: katholische Pfarrkirche Unsere Liebe Frau Mariä Himmelfahrt
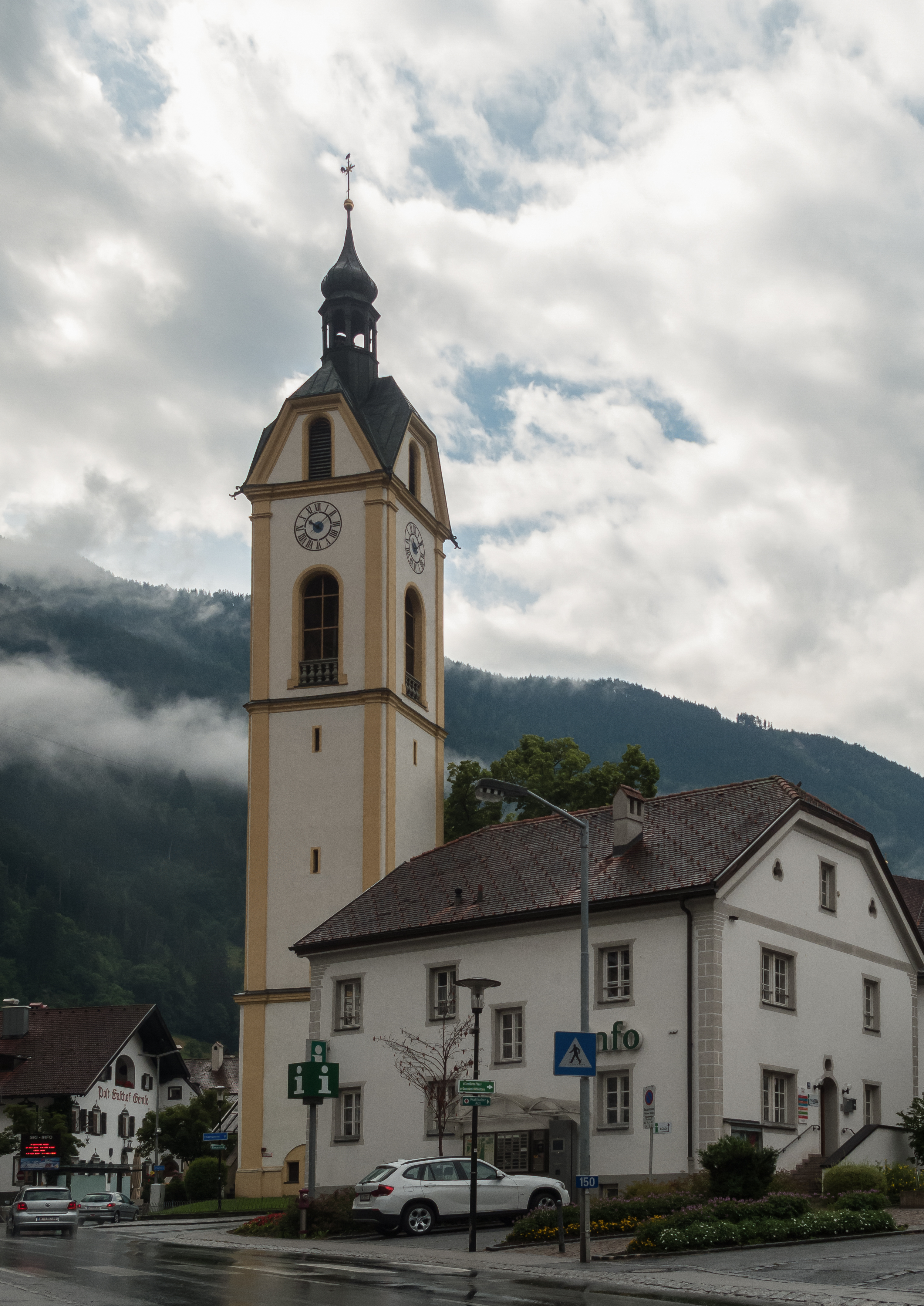
Église
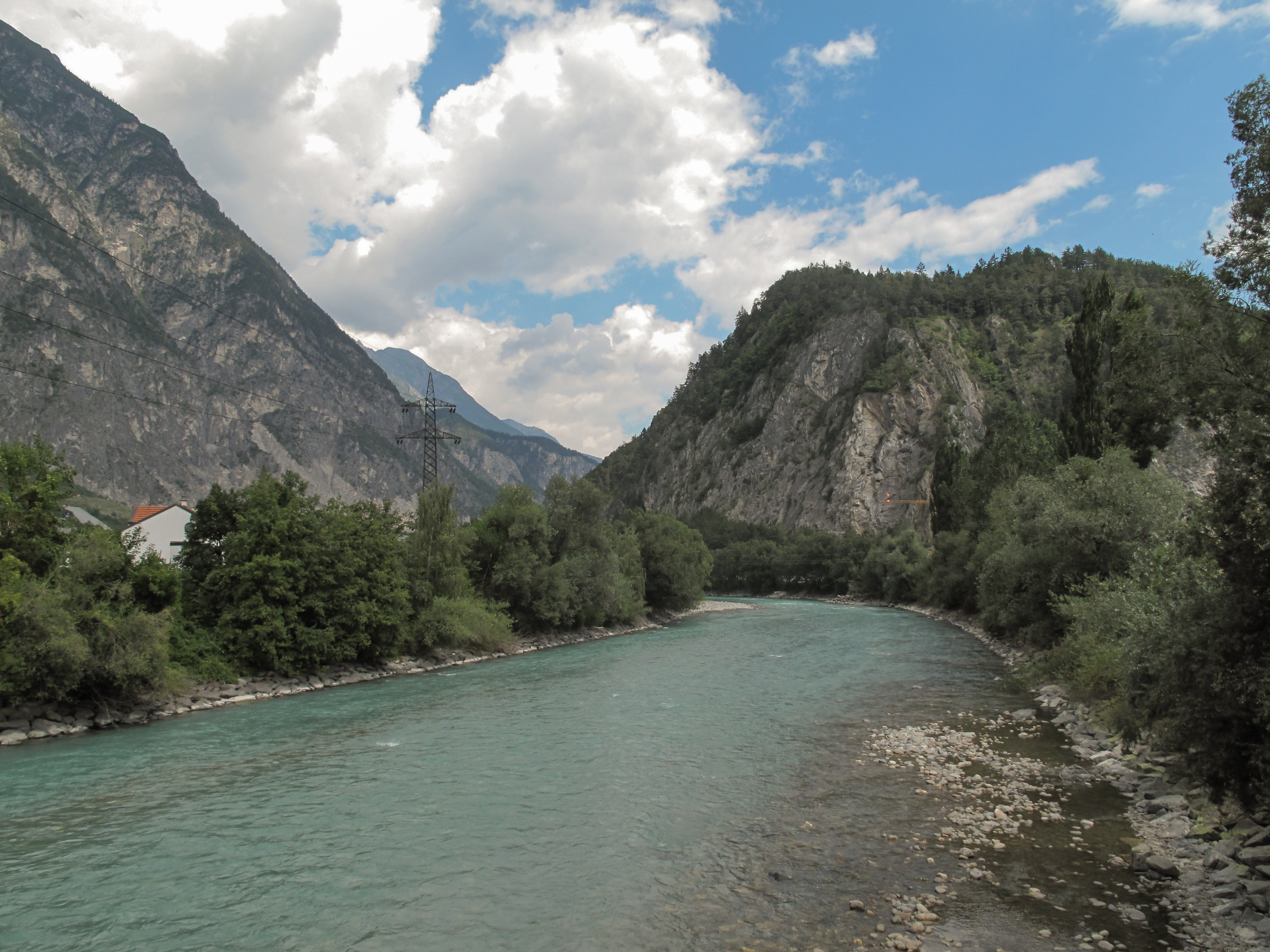
Fleuve: l' Inn
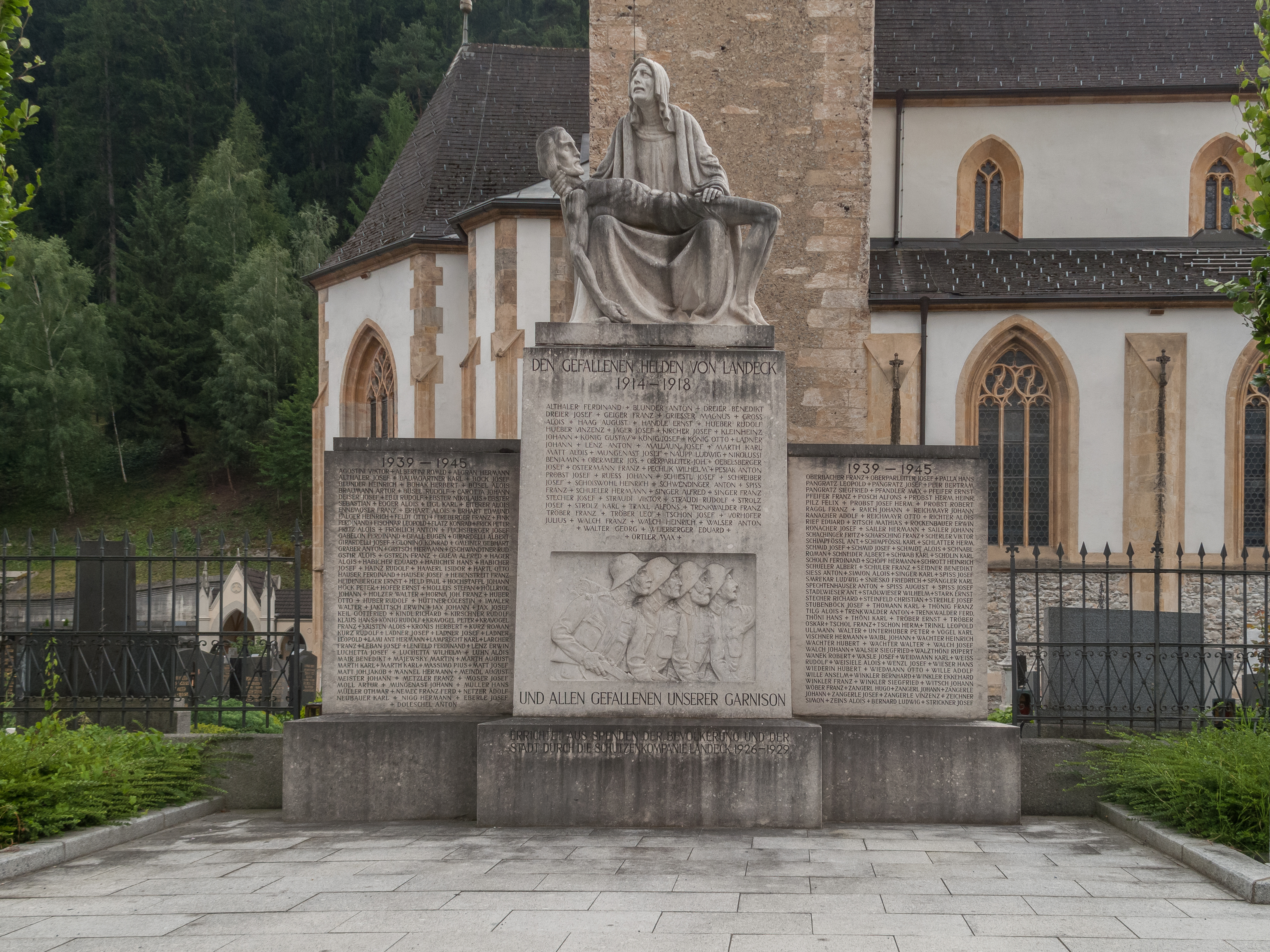
Monument aux morts
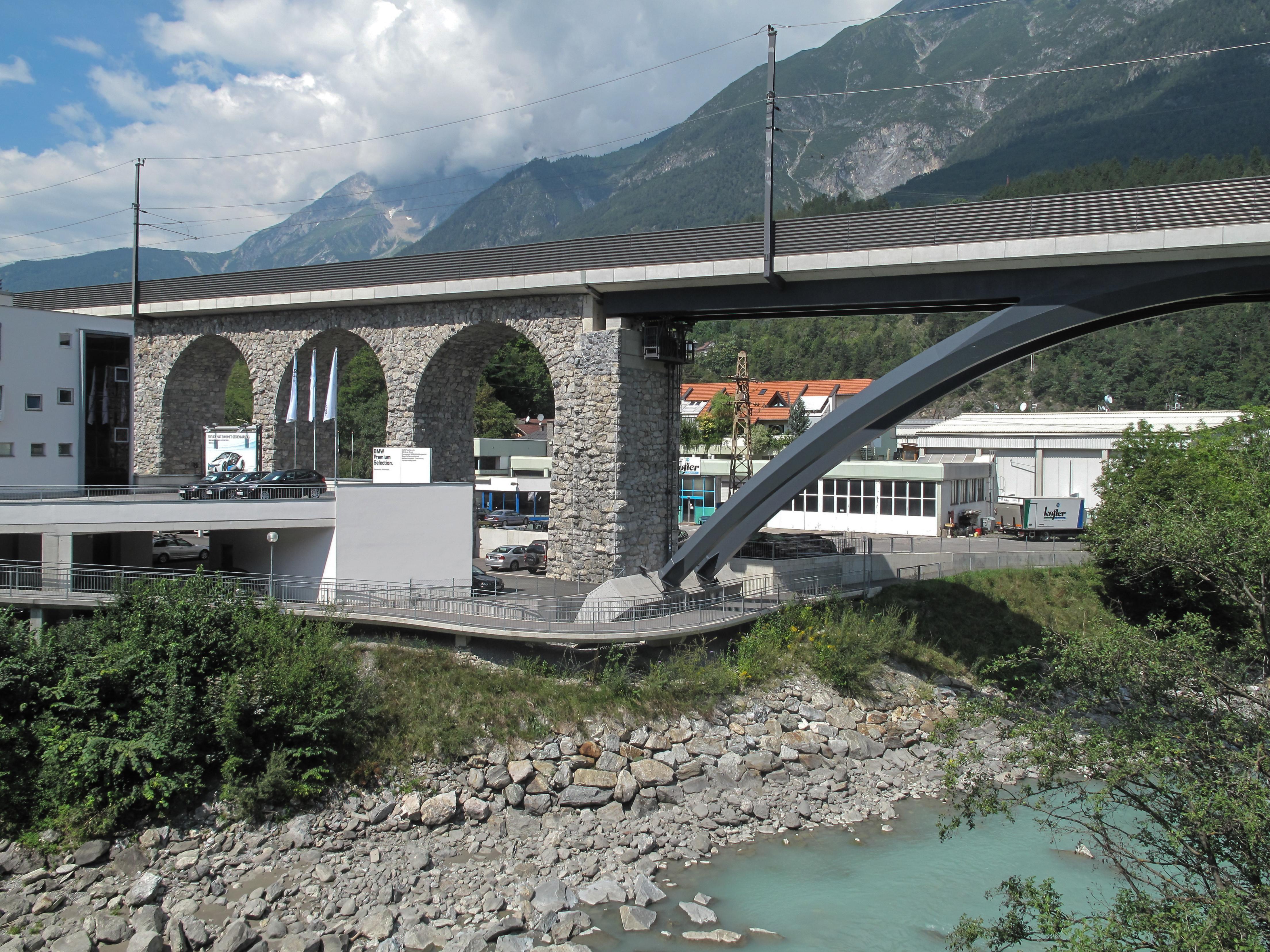
Viaduc dans la ville

## Personnalités liées à la ville
- Sepp Jöchler (1923-1994), alpiniste.